# Карло Понті
Ка́рло По́нті (італ. Carlo Ponti; нар.11 грудня 1912, Маджента, Італія — пом.10 січня 2007, Женева, Швейцарія) — італійський кінопродюсер.

## Біографія та кар'єра
Карло Понті народився 11 грудня 1912 року в місті Маджента, Італія. Вивчав право в Університеті Мілана; закінчивши навчання, він поступив у юридичну фірму свого батька, де вперше зіткнувся зі світом кіномистецтва при складанні низки бізнесових контрактів.
З 1941 року Карло Понті почав займатися кінопродюсуванням: прийнявши пропозицію римської кінокомпанії «Lux Film», він випустив низку комерційно успішних стрічок з коміком Тото в головній ролі. За свою кар'єру взяв участь у створенні понад 140 стрічок, серед яких фільми Федеріко Фелліні («Дорога»), Вітторіо де Сіки («Золото Неаполя»), Девіда Ліна («Доктор Живаго»), Мікеланджело Антоніоні («Фотозбільшення», «Професія: репортер») і багатьох інших визнаних класиків італійського і світового кінематографа.

## Особисте життя
У 1946-му Карло одружився з Джуліаною Фіастрі, з якою вони прожили разом дев'ять років і виховували двох синів. У 1950 році, працюючи суддею на конкурсі краси, Понті познайомився з маловідомою акторкою Софією Чіколоне. Завдяки старанням Понті до середини 1950-х років Софія стала зіркою і секс-символом Італії; він забезпечив їй ролі у низці доволі успішних фільмів, а у 1952-му акторка змінила ім'я на Софі Лорен.
Софія і Карло довгий час приховували своє взаємне почуття від сторонніх очей. Як католик, Понті не міг отримати від Ватикану дозволу на розлучення, тож за порадою адвокатів у вересні 1957 року він одружився з Софією в Мексиці, хоча цей шлюб на батьківщині так і не був визнаний дійсним. Лише через 10 років після тривалого процесу розлучення і набуття французького громадянства Лорен і Понті офіційно стали чоловіком і дружиною, проживши разом майже 50 років. Від цього шлюбу у Карло Понті залишилося двоє синів — Карло Понті-молодший, диригент (у дитинстві Карло знімався в кіно), і Едуардо Понті, кінопродюсер. Син від першого шлюбу Алессандро також став кінопродюсером.
Помер Карло Понті 10 січня 2007 року від хвороби легенів у віці 94 років в Женеві, Швейцарія. На похоронах чоловіка Софі Лорен сказала: «Наша любов була подарунком від Бога, якого удостоюються одиниці».
Карло Понті похований в Мадженті, Ломбардія, Італія.

## Фільмографія
| Рік  | Назва українською                                   | Оригінальна назва                             | Режисер                                                              | Примітки                       |
| ---- | --------------------------------------------------- | --------------------------------------------- | -------------------------------------------------------------------- | ------------------------------ |
| 1941 | Старовинний маленький світ                          | Piccolo mondo antico                          | Маріо Сольдаті                                                       | в титрах не зазначений         |
| 1943 | Джакомо-ідеаліст                                    | Giacomo l'idealista                           | Альберто Латтуада                                                    |                                |
| 1943 | Примадонна                                          | La primadonna                                 | Іво Періллі                                                          |                                |
| 1945 | Стріла у боці                                       | La freccia nel fianco                         | Альберто Латтуада, Маріо Коста                                       |                                |
| 1945 | Два анонімні листи                                  | Due lettere anonime                           | Маріо Камеріні                                                       |                                |
| 1946 | Професор, син мій                                   | Mio figlio professore                         | Ренато Кастеллані                                                    |                                |
| 1946 | Американець у відпустці                             | Un americano in vacanza                       | Луїджі Дзампа                                                        |                                |
| 1946 | Альберго Луна, камера № 34                          | Albergo Luna, camera 34                       | Карло Людовіко Брагалья                                              |                                |
| 1947 | Жити в мирі                                         | Vivere in pace                                | Луїджі Дзампа                                                        |                                |
| 1947 | Біла примула                                        | La primula bianca                             | Карло Людовіко Брагалья                                              |                                |
| 1948 | Закохані без кохання                                | Amanti senza amore                            | Джанні Франчоліні                                                    |                                |
| 1948 | Знедолені                                           | Caccia all'uomo                               | Ріккардо Фреда                                                       |                                |
| 1948 | Шторм над Парижем                                   | Tempesta su Parigi                            | Ріккардо Фреда                                                       |                                |
| 1948 | Втрачена молодість                                  | Gioventù perduta                              | П'єтро Джермі                                                        |                                |
| 1948 | Без жалю                                            | Senza pietà                                   | Альберто Латтуада                                                    |                                |
| 1948 | Красти заборонено                                   | Proibito rubare                               | Луїджі Коменчіні                                                     |                                |
| 1949 | Ударити в набат                                     | Campane a martello                            | Луїджі Дзампа                                                        |                                |
| 1949 | Млин на По                                          | Il mulino del Po                              | Альберто Латтуада                                                    |                                |
| 1949 | Романс                                              | Romanticismo                                  | Клементе Фракассі                                                    |                                |
| 1949 | Імператор Капрі                                     | L'imperatore di Capri                         | Луїджі Коменчіні                                                     |                                |
| 1950 | Міс Італія                                          | Miss Italia                                   | Дуіліо Колетті                                                       |                                |
| 1950 | Безмежні серця                                      | Cuori senza frontiere                         | Луїджі Дзампа                                                        |                                |
| 1950 | Собаче життя                                        | Vita da cani                                  | Маріо Монічеллі, Стено                                               |                                |
| 1950 | Її улюблений чоловік                                | Her Favourite Husband                         | Маріо Сольдаті                                                       |                                |
| 1950 | Розбійник Мусоліно                                  | Il brigante Musolino                          | Маріо Камеріні                                                       |                                |
| 1950 | Тепер наїзник!                                      | È arrivato il cavaliere!                      | Маріо Монічеллі, Стено                                               |                                |
| 1951 | Прокляті податки!!                                  | Accidenti alle tasse!!                        | Маріо Маттолі                                                        |                                |
| 1951 | Тото, третя людина                                  | Totò terzo uomo                               | Маріо Маттолі                                                        |                                |
| 1951 | Останнє засідання                                   | Ultimo incontro                               | Джанні Франчоліні                                                    |                                |
| 1951 | Власник пароплава                                   | Il padrone del vapore                         | Маріо Маттолі                                                        |                                |
| 1951 | Поліцейські та злодії                               | Guardie e ladri                               | Маріо Монічеллі, Стено                                               |                                |
| 1951 | Анна                                                | Anna                                          | Альберто Латтуада                                                    |                                |
| 1952 | Європа '51                                          | Europa '51                                    | Роберто Росселліні                                                   | асоційований продюсер          |
| 1952 | Настроювач прибув                                   | È arrivato l'accordatore                      | Дуіліо Колетті                                                       |                                |
| 1952 | Натовп білих людей                                  | La tratta delle bianche                       | Луїджі Коменчіні                                                     |                                |
| 1952 | Три пірати                                          | I tre corsari                                 | Маріо Сольдаті                                                       |                                |
| 1952 | Італійські брати                                    | Fratelli d'Italia                             | Фаусто Сарачені                                                      |                                |
| 1952 | Одинадцять мушкетерів                               | Gli undici moschettieri                       | Енніо де Кончіні, Фаусто Сарачені                                    |                                |
| 1953 | Велика ведмедиця                                    | I sette dell'orsa maggiore                    | Дуіліо Колетті                                                       |                                |
| 1953 | Невірні                                             | Le infedeli                                   | Маріо Монічеллі, Стено                                               |                                |
| 1953 | Йоланда, донька Чорного корсара                     | Jolanda la figlia del corsaro nero            | Маріо Сольдаті                                                       |                                |
| 1953 | Тото в кольорі                                      | Totò a colori                                 | Стено                                                                |                                |
| 1953 | Легкі роки                                          | Anni facili                                   | Луїджі Дзампа                                                        |                                |
| 1953 | Один день в суді                                    | Un giorno in pretura …                        | Стено                                                                | в титрах не зазначений         |
| 1953 | Де свобода?                                         | Dov'è la libertà…?                            | Роберто Росселліні                                                   |                                |
| 1954 | Бідність і благородство                             | Miseria e nobiltà                             | Маріо Маттолі                                                        |                                |
| 1954 | Неаполітанська карусель                             | Carosello napoletano                          | Етторе Джанніні                                                      |                                |
| 1954 | Доро́га                                              | La strada                                     | Федеріко Фелліні                                                     |                                |
| 1954 | Лікар для божевільних                               | Il medico dei pazzi                           | Маріо Маттолі                                                        |                                |
| 1954 | Мамбо                                               | Mambo                                         | Роберт Россен                                                        |                                |
| 1954 | Одіссея                                             | Ulisse                                        | Маріо Камеріні                                                       |                                |
| 1954 | Римлянка                                            | La romana                                     | Луїджі Дзампа                                                        |                                |
| 1954 | Американець у Римі                                  | Un americano a Roma                           | Стено                                                                |                                |
| 1954 | Золото Неаполя                                      | L'oro di Napoli                               | Вітторіо де Сіка                                                     |                                |
| 1954 | Аттіла завойовник                                   | Attila                                        | П'єтро Франчіші                                                      |                                |
| 1954 | Жінка з річки                                       | La donna del fiume                            | Маріо Сольдаті                                                       |                                |
| 1954 | Люди-торпеди                                        | Siluri umani                                  | Антоніо Леонвіола, Марк-Антоніо Брагадін, Карло Ліццані              |                                |
| 1955 | Тото з пекла                                        | Totò all'inferno                              | Камілло Мастрочінке                                                  |                                |
| 1955 | Прекрасна мельничиха                                | La bella mugnaia                              | Маріо Камеріні                                                       |                                |
| 1955 | Останній коханець                                   | L'ultimo amante                               | Маріо Маттолі                                                        |                                |
| 1955 | Сьогоднішні дівчата                                 | Ragazze d'oggi                                | Луїджі Дзампа                                                        |                                |
| 1956 | Війна і мир                                         | War and Peace                                 | Кінг Відор                                                           |                                |
| 1956 | Рисове поле                                         | La risaia                                     | Раффаелло Матараццо                                                  |                                |
| 1956 | Машиніст                                            | Il Ferroviere                                 | П'єтро Джермі                                                        |                                |
| 1956 | Вісімнадцятирічні                                   | Le diciottenni                                | Маріо Маттолі                                                        |                                |
| 1956 | Гріх цнотливості                                    | Peccato di castità                            | Джанні Франчоліні                                                    |                                |
| 1957 | Гуендаліна                                          | Guendalina                                    | Альберто Латтуада                                                    |                                |
| 1957 | Три самки                                           | Femmine tre volte                             | Стено                                                                |                                |
| 1957 | Маріза-кокетка                                      | Marisa la civetta                             | Мауро Болоньїні                                                      |                                |
| 1958 | Чорна орхідея                                       | The Black Orchid                              | Мартін Рітт                                                          |                                |
| 1958 | Народжена у березні                                 | Nata di marzo                                 | Антоніо П'єтранджелі                                                 |                                |
| 1959 | Така жінка                                          | That Kind of Woman                            | Сідні Люмет                                                          |                                |
| 1960 | Чортиця в рожевому трико                            | Heller in Pink Tights                         | Джордж К'юкор                                                        |                                |
| 1960 | Дихання скандалу                                    | A Breath of Scandal                           | Майкл Кертіц                                                         |                                |
| 1960 | Листи послушки                                      | Lettere di una novizia                        | Альберто Латтуада                                                    |                                |
| 1960 |                                                     | Il corazziere                                 | Камілло Мастрочінке                                                  |                                |
| 1960 | Чочара                                              | La ciociara                                   | Вітторіо де Сіка                                                     |                                |
| 1961 | Лола                                                | Lola                                          | Жак Демі                                                             |                                |
| 1961 | Жінка є жінка                                       | Une femme est une femme                       | Жан-Люк Годар                                                        |                                |
| 1961 | Леон Морен, священник                               | Léon Morin, prêtre                            | Жан-П'єр Мельвіль                                                    |                                |
| 1961 | Мадам Сан-Жен                                       | Madame Sans-Gêne                              | Крістіан-Жак                                                         | в титрах не зазначений         |
| 1962 | Боккаччо-70                                         | Boccaccio '70                                 | Вітторіо де Сіка, Федеріко Фелліні, Маріо Монічеллі, Лукіно Вісконті |                                |
| 1962 | Клео від 5 до 7                                     | Cléo de 5 à 7                                 | Аньєс Варда                                                          |                                |
| 1962 | Самітники Альтони                                   | I sequestrati di Altona                       | Вітторіо де Сіка                                                     |                                |
| 1962 | Стукач                                              | Le doulos                                     | Жан-П'єр Мельвіль                                                    |                                |
| 1962 | Острів Артуро                                       | L'isola di Arturo                             | Даміано Даміані                                                      |                                |
| 1962 | Ландрю                                              | Landru                                        | Клод Шаброль                                                         |                                |
| 1963 | Карабінери                                          | Les carabiniers                               | Жан-Люк Годар                                                        | в титрах не зазначений         |
| 1963 |                                                     | Adultero lui, adultera lei                    | Раффаелло Матараццо                                                  |                                |
| 1963 | Зневага                                             | Le mépris                                     | Жан-Люк Годар                                                        |                                |
| 1963 | Нудьга                                              | La noia                                       | Даміано Даміані                                                      |                                |
| 1963 | Вчора, сьогодні, завтра                             | Ieri, oggi, domani                            | Вітторіо де Сіка                                                     |                                |
| 1963 | Жінка-мавпа                                         | La donna scimmia                              | Марко Феррері                                                        |                                |
| 1964 | Як вийти заміж за прем'єр-міністра                  | Comment épouser un premier ministre           | Мішель Буарон                                                        |                                |
| 1964 | Шлюб по-італійськи                                  | Matrimonio all'italiana                       | Вітторіо де Сіка                                                     |                                |
| 1964 | Антисекс                                            | Controsesso                                   | Ренато Кастеллані, Марко Феррері, Франко Россі                       |                                |
| 1965 | Операція «Арбалет»                                  | Operation Crossbow                            | Майкл Андерсон                                                       |                                |
| 1965 | Казанова 70                                         | Casanova '70                                  | Маріо Монічеллі                                                      |                                |
| 1965 | Десята жертва                                       | La decima vittima                             | Еліо Петрі                                                           |                                |
| 1965 | Леді Л                                              | Lady L                                        | Пітер Устінов                                                        |                                |
| 1965 | Доктор Живаго                                       | Doctor Zhivago                                | Девід Лін                                                            |                                |
| 1965 | Сьогодні, завтра, післязавтра                       | Oggi, domani, dopodomani                      | Едуардо де Філіппо, Марко Феррері, Лучано Сальче                     |                                |
| 1965 | Людина з п'ятьма кулями                             | L'uomo dei cinque palloni                     | Марко Феррері                                                        |                                |
| 1966 | Поїзди під пильним спостереженням                   | Ostře sledované vlaky                         | Їржі Менцель                                                         |                                |
| 1966 | Фотозбільшення                                      | Blowup                                        | Мікеланджело Антоніоні                                               |                                |
| 1967 | 25-га година                                        | La vingt-cinquième heure                      | Анрі Верней                                                          |                                |
| 1967 | Жила собі…                                          | C'era una volta                               | Франческо Розі                                                       |                                |
| 1967 | Бал пожежників                                      | Horí, má panenko                              | Мілош Форман                                                         | в титрах не зазначений         |
| 1967 | Руйнування часу                                     | Smashing Time                                 | Десмонд Девіс                                                        |                                |
| 1967 | Привиди по-італійськи                               | Questi fantasmi                               | Ренато Кастеллані                                                    |                                |
| 1967 | Дівчина і генерал                                   | La ragazza e il generale                      | Паскуале Феста Кампаніле                                             |                                |
| 1968 | Закохані                                            | Amanti                                        | Вітторіо Де Сіка                                                     |                                |
| 1968 | Діаманти на сніданок                                | Diamonds for Breakfast                        | Крістофер Морахен                                                    |                                |
| 1970 | Забрискі Пойнт                                      | Zabriskie Point                               | Мікеланджело Антоніоні                                               |                                |
| 1970 | Дружина священника                                  | La moglie del prete                           | Діно Різі                                                            |                                |
| 1970 | Соняшники                                           | I girasoli                                    | Вітторіо де Сіка                                                     |                                |
| 1971 | Ідеальне місце для вбивства                         | Un posto ideale per uccidere                  | Умберто Ленці                                                        |                                |
| 1971 | Леді Свобода                                        | La mortadella                                 | Маріо Монічеллі                                                      |                                |
| 1972 | Біле, червоне і…                                    | Bianco, rosso e…                              | Альберто Латтуада                                                    |                                |
| 1972 | Справа Пішотти                                      | Il caso Pisciotta                             | Еріпрандо Вісконті                                                   |                                |
| 1972 | Що?                                                 | Che?                                          | Роман Полянський                                                     |                                |
| 1973 | Торсо                                               | I corpi presentano tracce di violenza carnale | Серджо Мартіно                                                       |                                |
| 1973 | Дорогі батьки                                       | Cari genitori                                 | Енріко Марія Салерно                                                 |                                |
| 1973 | Кусай і тікай                                       | Mordi e fuggi                                 | Діно Різі                                                            |                                |
| 1973 | Жорстокі професіонали                               | Milano trema: la polizia vuole giustizia      | Серджо Мартіно                                                       |                                |
| 1973 | Репресалії                                          | Rappresaglia                                  | Джордж П. Косматос                                                   |                                |
| 1973 | Джордано Бруно                                      | Giordano Bruno                                | Джуліано Монтальдо                                                   |                                |
| 1974 | Вояж                                                | Il viaggio                                    | Вітторио де Сіка                                                     |                                |
| 1974 | Професія: репортер                                  | Professione: reporter                         | Мікеланджело Антоніоні                                               |                                |
| 1974 | Синьйора, дозвольте мені стати вашою донькою        | Permettete, signora, che ami vostra figlia    | Джан Луїджі Полідоро                                                 |                                |
| 1974 | Вердикт                                             | Verdict                                       | Андре Каятт                                                          |                                |
| 1974 | Мужність                                            | Virilità                                      | Паоло Кавара                                                         |                                |
| 1974 | Коротка зустріч                                     | Brief Encounter                               | Алан Бріджес                                                         | тф                             |
| 1974 | Поліціантка                                         | La poliziotta                                 | Стено                                                                |                                |
| 1974 | Бестія                                              | Il bestione                                   | Серджо Корбуччі                                                      |                                |
| 1974 | Незнайомець і стрілець                              | El kárate, el Colt y el impostor              | Антоніо Маргеріті                                                    | виконавчий продюсер / продюсер |
| 1975 | Лялечка гангстера                                   | La pupa del gangster                          | Джорджіо Капітані                                                    |                                |
| 1975 | Професія: репортер                                  | Professione: reporter                         | Мікеланджело Антоніоні                                               |                                |
| 1975 | Кольт з цибулини                                    | Cipolla Colt                                  | Енцо Дж. Кастелларі                                                  |                                |
| 1975 | Няня                                                | La baby sitter                                | Рене Клеман                                                          |                                |
| 1975 | Шановні люди                                        | Gente di rispetto                             | Луїджі Дзампа                                                        |                                |
| 1975 | Чуттєва медсестра                                   | L'infermiera                                  | Нелло Россаті                                                        |                                |
| 1975 | Хазяїн і робітник                                   | Il padrone e l'operaio                        | Стено                                                                |                                |
| 1976 | Уражена несподіваним багатством                     | Colpita da improvviso benessere               | Франко Джиральді                                                     |                                |
| 1976 | Огидні, брудні, злі                                 | Brutti, sporchi e cattivi                     | Етторе Скола                                                         |                                |
| 1976 | Перевал Касандри                                    | The Cassandra Crossing                        | Джордж П. Косматос                                                   |                                |
| 1976 | Благородний венецієць на прізвисько «Смугаста дупа» | Culastrisce Nobile Veneziano                  | Флавіо Могеріні                                                      |                                |
| 1977 | Незвичайний день                                    | Una giornata particolare                      | Етторе Скола                                                         |                                |
| 1977 | Ніч припливу                                        | La notte dell'alta marea                      | Луїджі Скаттіні                                                      |                                |
| 1978 | Віскі і примари                                     | Fantasma en el Oeste                          | Антоніо Маргеріті                                                    |                                |
| 1984 | Аврора                                              | Qualcosa di biondo                            | Мауріціо Понці                                                       | тф, в титрах не зазначений     |
| 1989 | Дві жінки                                           | La ciociara                                   | Діно Різі                                                            |                                |

## Визнання
| Італійський національний синдикат кіножурналістів |                                       |                                      |           |
| 1955                                              | Срібна стрічка найкращому продюсерові | Доро́га (разом з Діно Де Лаурентісом) | Перемога  |
| 1965                                              | Срібна стрічка найкращому продюсерові | Шлюб по-італійськи                   | Номінація |
| Премія «Оскар»                                    |                                       |                                      |           |
| 1957                                              | Найкращий фільм іноземною мовою       | Дорога (разом з Діно Де Лаурентісом) | Перемога  |
| 1966                                              | Премія «Оскар» за найкращий фільм     | Доктор Живаго                        | Номінація |
| Премія «Давид ді Донателло»                       |                                       |                                      |           |
| 1964                                              | Найкращий кінопродюсер                | Вчора, сьогодні, завтра              | Перемога  |
| 1965                                              | Найкращий кінопродюсер                | Шлюб по-італійськи                   | Номінація |
| 1967                                              | Найкращий іноземний кінопродюсер      | Доктор Живаго                        | Перемога  |